# Gillespie County
Gillespie County je okres ve státě Texas v USA. K roku 2010 zde žilo 24 837 obyvatel. Správním městem okresu je Fredericksburg. Celková rozloha okresu činí 2 748 km². Byl pojmenován podle obchodníka Roberta Addisona Gillespie.